# Kerevolaginahalli, Gauribidanur
Kerevolaginahalli là một làng thuộc tehsil Gauribidanur, huyện Chikkaballapur, bang Karnataka, Ấn Độ.